# 48e régiment d'artillerie
Pour les articles homonymes, voir 48e régiment.
Le 48e régiment d'artillerie (ou 48e RA) est un régiment d'artillerie de l'armée française, créé en 1910 et supprimé en 1924, qui combat lors de la Première Guerre mondiale.

## Création et différentes dénominations
- 1910 : formation du 40e régiment d'artillerie de campagne.
- 1924 : réorganisation des corps d'artillerie au cours de laquelle il est réuni au 1er régiment d'artillerie divisionnaire.

## Historique des garnisons, combats et batailles

### De 1910 à 1914
La création du 48e régiment d'artillerie de campagne est décidée en application de la loi de programmation de l'artillerie votée le 16 juillet 1909. 
Il est formé en 1910 à Dijon à partir d'un noyau de six batteries du 1er régiment d'artillerie de campagne. Il tient garnison au Quartier Brune à Dijon.

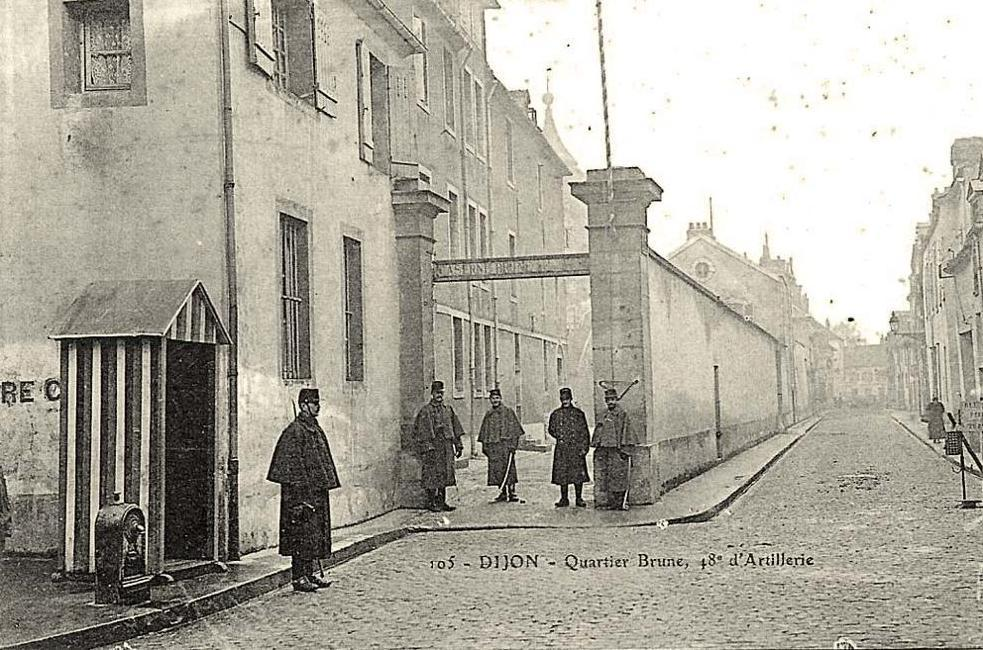
Caserne du 48e régiment d'artillerie à Dijon (vers 1910-1914).

### Première Guerre mondiale

#### 1914
En 1914, le 48e régiment d'artillerie de campagne se compose de trois groupes à trois batteries de quatre canons de 75 (soit 36 pièces). Ses trois groupes forment la 8e brigade d'artillerie, qui constitue l'artillerie divisionnaire (A.D.15) de la 15e division d'infanterie, au sein du 8e corps d'armée.
- Bataille de Lorraine : août-septembre
- Hauts de Meuse : octobre-décembre

#### 1915
- Combats du bois d'Ailly : février-septembre
- Seconde Bataille de Champagne : septembre-décembre

#### 1916
- Front du Bois d'Ailly : janvier-juin
- Bataille de Verdun : juillet-août
- Front de Lorraine : août-septembre
- Bataille de la Somme : décembre

#### 1917
- Champagne

#### 1918
- Champagne jusqu'en mars
- Batailles de Ricquebourg et Cuvilly et Bataille du Matz : mars-juin
- Bataille de l'Ailette : août-septembre
- Bataille de Saint-Quentin : 7 octobre-6 novembre

#### Autres groupes

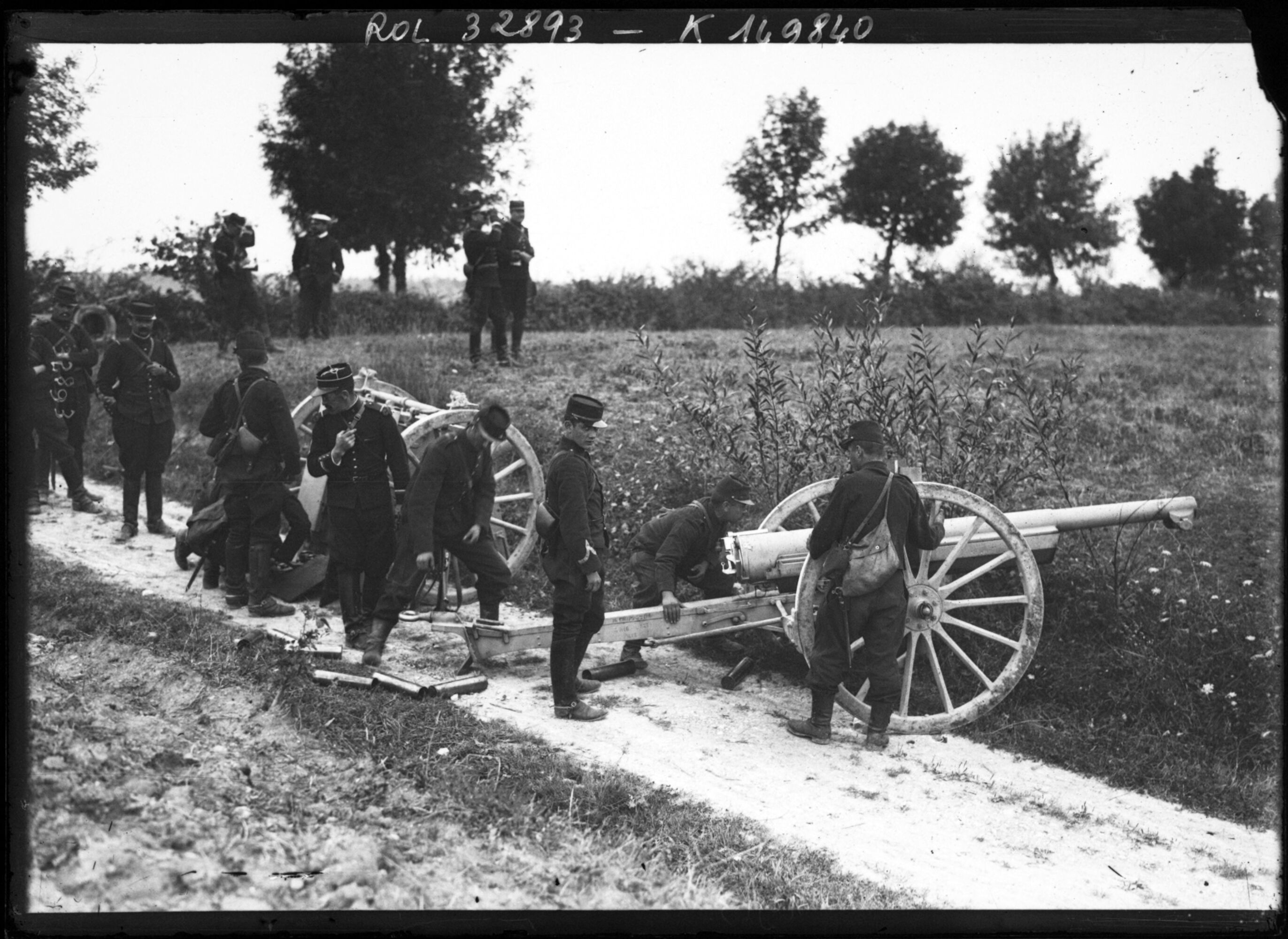
Une pièce de 75 en batterie lors des Grandes manœuvres de 1913.

Formé en août 1914, un groupe de renforcement constitué de trois batteries de 75 rejoint l'artillerie divisionnaire de la 58e DI dont elle constitue l'A.D.58 avec deux autres groupes issus respectivement du 1er et du 37e RAC. En avril 1917, l'A.D.58 devient le 248e RAC.
Un 5e groupe, formé de trois batteries de 75, est organisé à Dijon en janvier 1916. Il entre dans la composition du 222e RAC en avril 1917.

### Entre-deux-guerres
Le 9 mars 1919, le régiment est renommé Régiment d'Artillerie de Marche 48/248 avant de redevenir le 48e Régiment d'Artillerie de Campagne en juin 1919.
Il est fusionné au sein du 1er Régiment d'Artillerie Divisionnaire à compter du 1er janvier 1924, en vertu de la réorganisation des troupes d'Artillerie de l'armée française ordonnée par la loi du 28 février 1923.

## Liste des chefs de corps
- décembre 1909-juin 1911 : lieutenant-colonel puis colonel François-Paul Anthoine (**)
- 26 juin 1911-9 septembre 1914 : colonel Jean-Louis-Marguerite Favereau (*)
- 23 septembre 1913-5 août 1914  : colonel Paul-Joseph Diez (*)
- 5 août 1914-25 octobre 1915 : lieutenant-colonel puis colonel Jean-Émile Landel[2].
- 25-29 octobre 1915 : chef d'escadron Louis-Marie-Joseph de Bourgues (par intérim) (*)
- 29 octobre 1915-29 mars 1916 : lieutenant-colonel Albert Franck (**)
- 30 mars 1916-16 octobre 1916  : lieutenant-colonel puis colonel Maurice-François-Alphonse Aimès
- 17 octobre 1916-9 avril 1917 : lieutenant-colonel Germain-Georges-Félix Lechartier
- 13 avril 1917 : colonel Ambroise-Marie-Félix-Maurice Desprès (**)
- 10-22 juillet 1917 : chef d'escadron Marc-Célestin Dordé (par intérim)
- 23 juillet-5 septembre 1917 : colonel Ambroise-Marie-Félix-Maurice Desprès (**)
- 5-12 septembre 1917 : colonel Paul-Jean Ducret (par intérim)
- 12-19 septembre 1917 : colonel Ambroise-Marie-Félix-Maurice Desprès (**)
- 19 septembre-12 octobre 1917 : chef d'escadron Marie-Nicolas-Georges Alexandre (par intérim) (**)
- 12 octobre-27 novembre 1917 : lieutenant-colonel Jules-Marius-Léon-Ema Raibaud
- 27 novembre-3 décembre 1917 : lieutenant-colonel Marie-Nicolas-Georges Alexandre (par intérim) (**)
- 3 décembre 1917-30 mai 1918 : colonel Ambroise-Marie-Félix-Maurice Desprès (**)
- 30 mai 1918-4 février 1919 : chef d'escadron puis lieutenant-colonel Adolphe-Alexis Delouche (*) (par intérim puis à titre définitif)
- mai 1919-1921 : colonel Henri Rebourseau (*)

(*) Officier devenu par la suite général de brigade.
(**) Officier devenu par la suite général de division.

## Inscriptions portées sur l'étendard du régiment
Cousues en lettres d'or dans les plis de ses couleurs, il porte les inscriptions suivantes :
- Verdun 1916
- L'Ailette 1918
- Saint-Quentin 1918

## Décorations
Le régiment a été cité deux fois à l'ordre de l'armée en 1914-1918, ce qui lui confère le droit de porter la fourragère aux couleurs de la croix de guerre.

## Personnalités ayant servi au47eRAC
- Le général François Anthoine, chef de corps de 1909 à 1911.
- Le maître restaurateur Fernand Point, canonnier puis brigadier de 1916 à 1919.

### Sources et bibliographie
- Historique du 48e régiment d'artillerie de campagne : guerre 1914-1918, Dijon, Imprimerie Sirodot, 1920, lire en ligne sur Gallica